# Khảo sát xây dựng

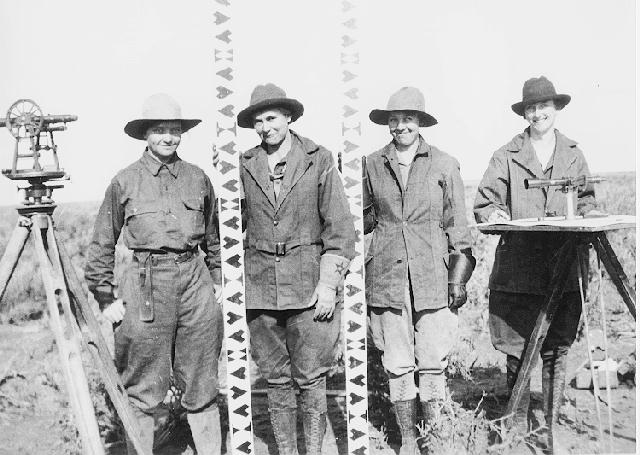
Một nhóm người làm khảo sát

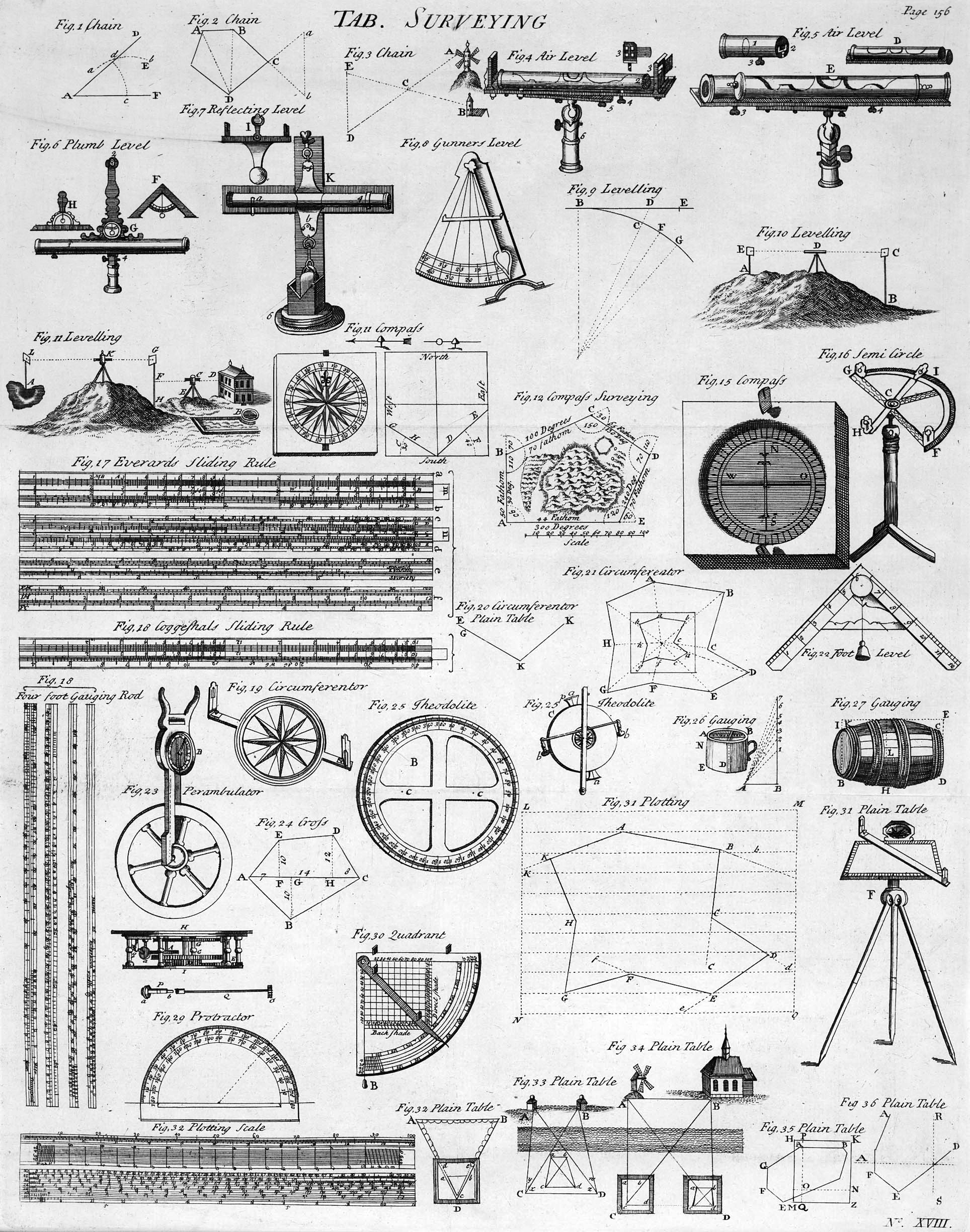
Các thiết bị đo đạc 1728

Khảo sát xây dựng gồm có khảo sát địa hình, khảo sát địa chất công trình, khảo sát địa chất thủy văn, khảo sát hiện trạng công trình và các công việc khảo sát khác phục vụ cho hoạt động xây dựng để nâng cao chất lượng công trình.
Khảo sát địa hình là bước đầu tiên, tại đó các kỹ sư khảo sát thu thập các yếu tố về địa hình, địa vật, thể hiện lên bản vẽ theo tỉ lệ với độ chi tiết cần thiết. Sản phẩm của khảo sát địa hình là bản đồ địa hình, mô hình số (TIN) địa hình.
Phương pháp khảo sát địa hình rất đa dạng, bao gồm các phương pháp chính như: ảnh vệ tinh, ảnh hàng không, quét láser mặt đất, đo vẽ mặt đất bằng các máy đo đạc.
Ở Việt Nam, dịch vụ khảo sát địa hình khá phát triển, nhưng nhìn chung chất lượng sản phẩm và dịch vụ không đồng đều.

## Những người làm khảo sát nổi tiếng
- Benjamin Banneker
- Len Beadell
- Daniel Boone
- Admiral John Bossler
- William Austin Burt
- Captain James Cook
- Christopher M. Cooper
- Andrew Ellicott
- John Ericsson
- Sir George Everest
- Peter Fidler
- Sir John Forrest
- Malcolm Fraser
- Captain John C. Fremont
- Carl Friedrich Gauss
- Per Ivar Gjengedal
- Edmund Gunter
- Thomas Jefferson
- Joseph Jenckes (1656 – 1740)
- Harry Johnston
- Lewis và Clark
- Abraham Lincoln
- Liu Hui
- Colonel William Light
- Sir Alexander Mackenzie
- Charles Mason và Jeremiah Dixon
- Metius
- Major Sir Thomas Mitchell
- George Washington